# 派恩希爾 (新澤西州)
派恩希爾（英語：Pine Hill）是位於美國新澤西州康登縣的自治市鎮。

## 人口
根據2020年美國人口普查的數據，派恩希爾的面積為12.75平方千米，當中陸地面積為12.60平方千米，而水域面積為0.15平方千米。當地共有人口10743人，而人口密度為每平方千米843人。